# Jettingen
Jettingen ist eine Gemeinde im Landkreis Böblingen in Baden-Württemberg. Sie gehört zur Region Stuttgart und zur Randzone der europäischen Metropolregion Stuttgart.

## Geographie

### Lage
Jettingen liegt im Südwesten des Landkreises Böblingen südwestlich der baden-württembergischen Landeshauptstadt Stuttgart. Es liegt damit am westlichen Rand der Raumordnungsregion Region Stuttgart (bis 1992 Region Mittlerer Neckar) und ist landschaftlich gesehen Teil des Korngäu und des Heckengäu, wird oft aber auch fälschlicherweise als im Nordschwarzwald liegend beschrieben. Die sieben Kilometer nordöstlich gelegene Nachbarstadt Herrenberg ist Mittelzentrum der Region Stuttgart, über die S-Bahn direkt mit der Landeshauptstadt verbunden und wie Jettingen Teil des Regierungsbezirkes Stuttgart. Die vier Kilometer südwestlich gelegene Nachbarstadt Nagold hingegen, mit der sich Jettingen auch die Telefonvorwahl teilt, gehört bereits zum Schwarzwald und zum Regierungsbezirk Karlsruhe. Die Lage Jettingens wird aufgrund dieser Nähe der Gemeinde zu zwei verschiedenen Regionen Baden-Württembergs auch als Sandwich-Lage beschrieben.

#### Nachbargemeinden
Folgende Städte und Gemeinden grenzen an die Gemeinde Jettingen. Sie werden im Uhrzeigersinn, beginnend im Nordosten, genannt:
Stadt Herrenberg, Gemeinde Gäufelden, Gemeinde Mötzingen (alle Landkreis Böblingen), Stadt Nagold, Stadt Wildberg (beide Landkreis Calw)

### Gemeindegliederung
Jettingen besteht aus den ehemals selbstständigen Gemeinden Oberjettingen und Unterjettingen.

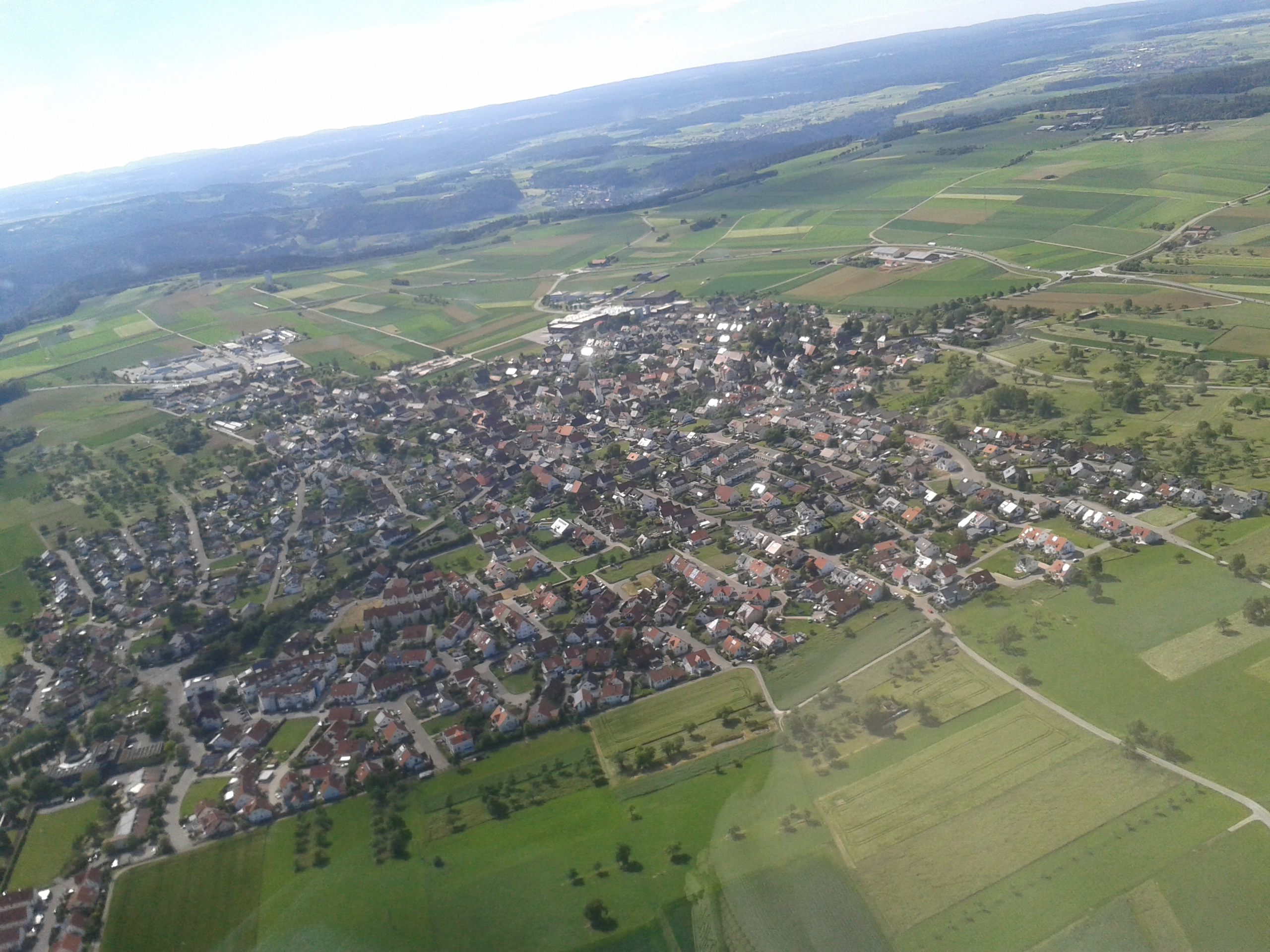
Oberjettingen (Juni 2015)

Zur ehemaligen Gemeinde Oberjettingen gehören das Dorf Oberjettingen, verschiedene Weiler (darunter Höhenhöfe) und Einzelsiedlungen sowie die abgegangenen Ortschaften Oberstetten, Im Weiler und Steinberg. Nordwestlich von Oberjettingen befinden sich zudem zwei Wassertürme sowie nordöstlich das Umspannwerk Oberjettingen.
Zur ehemaligen Gemeinde Unterjettingen gehören das Dorf Unterjettingen, der Ort Sindlingen, die Weiler Öfele, Imental und Eichenhof, die Einzelsiedlungen Mötzinger Grund und Kehrhau, eine Handvoll weitere Weiler und Einzelsiedlungen um Sindlingen herum (darunter Bühlerhof) sowie die abgegangenen Ortschaften Malmen und Wolfenkirch.

### Relief
Jettingen ist hügelig und liegt deutlich höher als die umliegenden Gemeinden, weshalb der Wind vergleichsweise stark weht und eine effektive Nutzung von Windkraft möglich ist (siehe Abschnitt Windkraftanlagen). Der geographisch höchste Punkt auf der Gemarkung der Gemeinde, der Kühlenberg nordwestlich von Oberjettingen, ist mit 626 m ü. NN auch der höchste Punkt im gesamten Landkreis Böblingen.

### Naturraum
Knapp 20 % der Gemarkung sind bewaldet. Die Gemeinde verfügt über keine größeren Gewässer. Einziges Fließgewässer ist das Rinnsal Tiefenschleipf, Hauptoberlauf des Kochhart, einem Zufluss des Neckar-Zuflusses Ammer.

### Flächenaufteilung
17,4 % der Bodenfläche Jettingens sind Siedlungs- und Verkehrsfläche, 63,4 % Landwirtschaftsfläche, 18,8 % Wald, 0,3 % sonstige Vegetationsfläche und 0,1 % Gewässer.

### Schutzgebiete
Im Norden der Gemeinde liegt das Landschaftsschutzgebiet Nördlicher Teil des Kühlenberges.

## Geschichte

### Vorgeschichte, Antike und Frühmittelalter
Nach Ausgrabungen im Jahr 1955 wurde das Gebiet schon ca. 2000 v. Chr. besiedelt. Eine Gruppe von Grabhügeln im Wald nördlich von Oberjettingen deutet auf Besiedler aus der Hallstattzeit. Dort wurden auch ein Einzelgrab mit menschlichem Skelett und Grabbeigaben gefunden. Die Hallstattleute wurden 400–100 v. Chr. von Kelten verdrängt. In einem Wald südwestlich von Oberjettingen kann man eine keltische Viereckschanze betrachten.
Um 72 bemächtigten sich die Römer des Gebietes. Um 260 wurden diese von den Alemannen überwältigt. Diese nannten ihre Siedlung nach ihrem Führer Uoto Uotingen und prägten so die Namensgebung des Ortes. 553 unterlagen die Alemannen den Franken. Diese führten die Christianisierung durch und erbauten die Oberjettinger und die Unterjettinger Kirche. Um 700 bis 800 wurde Ütingen aufgegeben und es wurden zwei neue Dörfer gegründet (heute: Oberjettingen und Unterjettingen).

### Mittelalter und Neuzeit

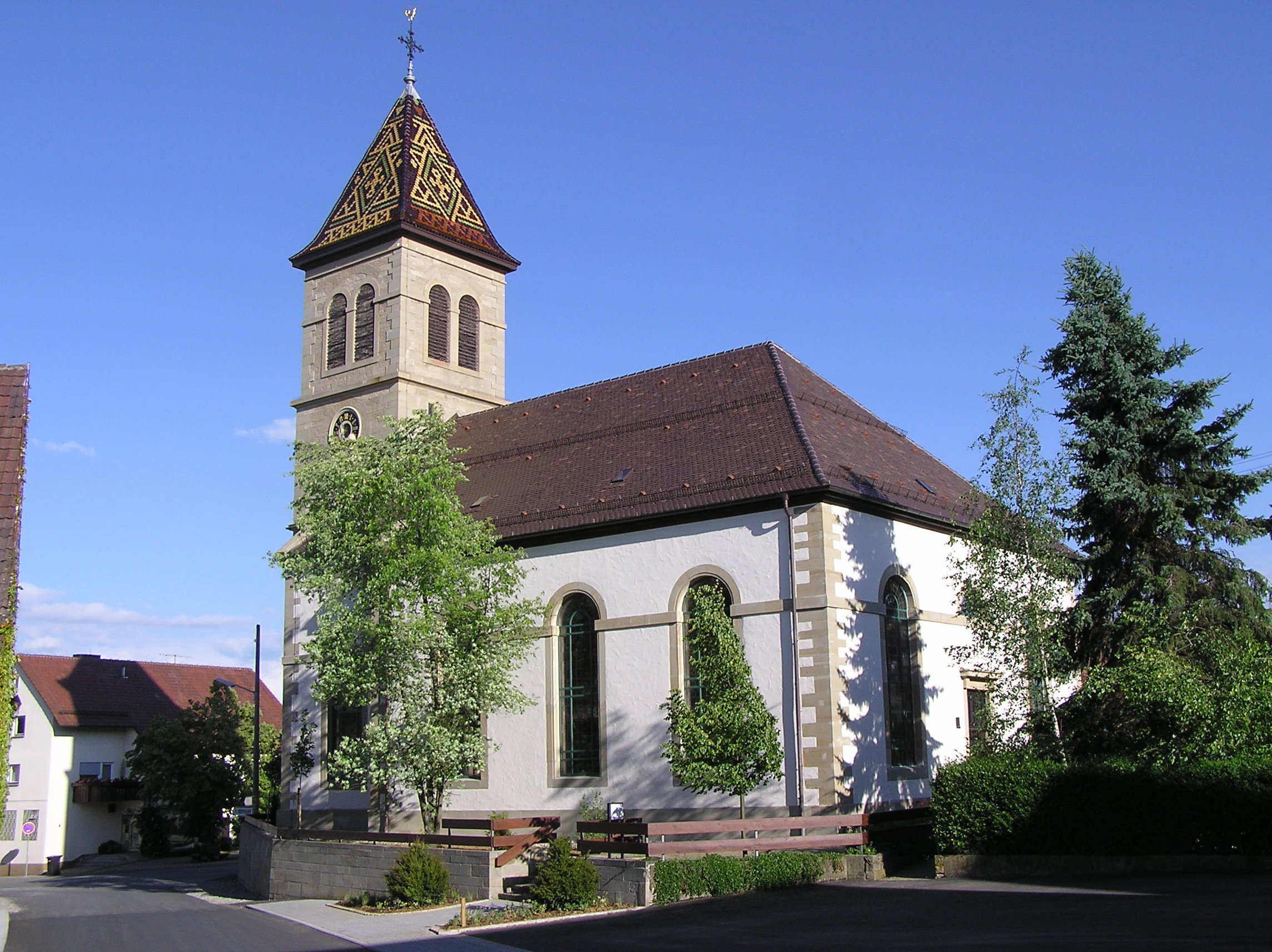
Evangelische Michaelskirche, Unterjettingen

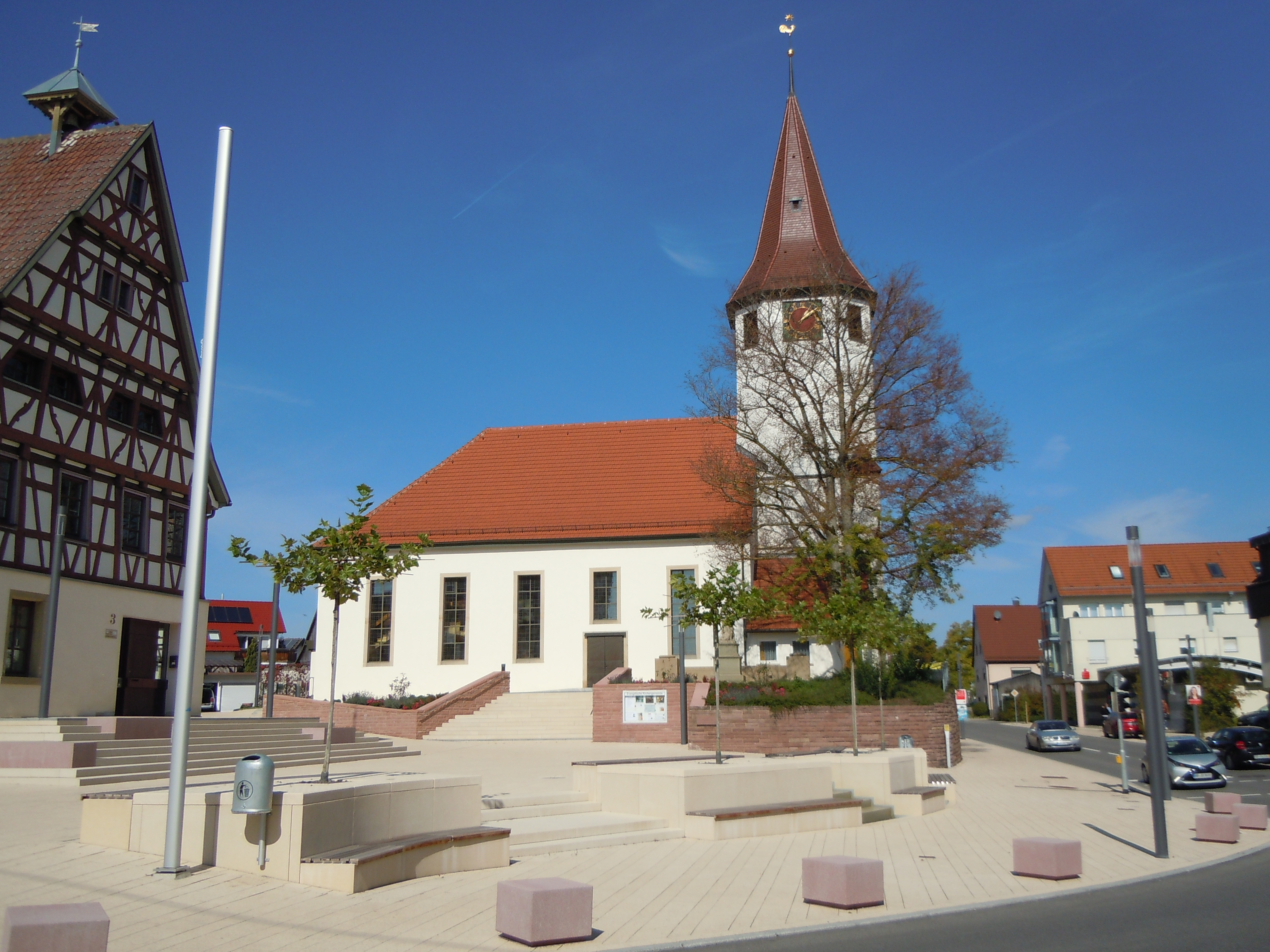
Evangelische Martinskirche, Oberjettingen

#### Unterjettingen
Das 1229 erstmals genannte Unterjettingen unterstand den Pfalzgrafen von Tübingen. 1247 kam es durch die Heirat der Pfalzgrafentochter Mechthild mit Burkhardt III. von Hohenberg als Mitgift an die Grafschaft Hohenberg. 1398 kaufte der Markgraf von Baden den Ort. Durch einen Gebietstausch wurde es 1603 württembergisch und dem Amt Altensteig zugeordnet.

#### Oberjettingen
Der Ort gehörte anfangs ebenfalls den Pfalzgrafen von Tübingen, die ihn 1288 an das Kloster Reuthin (nächst Wildberg) verkauften. Durch die von Herzog Ulrich 1534 durchgeführte Reformation kam Oberjettingen zum Herzogtum Württemberg, das bis dahin die Vogtei des Klosters Reuthin besaß. Der Ort wurde dem Amt Wildberg unterstellt.

#### Sindlingen
Zum ersten Mal wurde das Gut im Jahr 1150 als Sindelingen erwähnt. Von 1452 bis 1618 war die Domäne als württembergisches Lehen im Besitz der Familie von Gültlingen. Von dieser Familie gelangte sie 1618 an Heinrich Teuffel von Birkensee, seine Gemahlin und Heinrich von Trauschwitz. Nach dem Ableben des Letzteren fiel das Lehen wieder an den Herzog Eberhard III. von Württemberg zurück, der es 1640 an den kärntischen Adligen Andreas von Bernerdin auf Bärenthurn verkaufte. Über 140 Jahre lang blieb es im Besitz dieser Familie, bis diese 1782 im Mannesstamm ausstarb.
Am 9. November 1785 erwarb Reichsgräfin Franziska von Hohenheim, spätere Gemahlin des Herzogs Karl Eugen von Württemberg, das Schloss samt Anwesen; nach dem Tod des Herzogs lebte die Witwe im Sommer auf dem Schloss. Von 1794 bis zu seinem Tod 1819 hielt sich der bekannte Pietist Johann Michael Hahn in Sindlingen auf. Nachdem die württembergische Herzogin am 1. Januar 1811 gestorben war, suchte ihr Universalerbe, Kammerherr v. Böhnen, nach einem Käufer.
Mit einem Vertrag vom 26. Februar 1812 wurde das Anwesen an die Fürstin Philippine Karoline von Colloredo-Mansfeld verkauft. Die neue Besitzerin kaufte Grundstücke zur Arrondierung des Guts an und erwarb 1814 das Recht, Sindlingen zur eigenen Markung zu machen. Sie löste die Markungs- und Weiderechte sowie teilweise auch die Steuerrechte der benachbarten Gemeinden ab und erwarb die gesamte Schafweide. In kirchlicher Hinsicht war das Gut ein Filial von Oberjettingen; der dortige Pfarrer hielt alle drei bis vier Wochen sowie an den Aposteltagen Gottesdienst und reichte jährlich dreimal das Abendmahl. Zum Gut gehörte ein Gasthaus mit dem Recht der Schildwirtschaft.
Die Hofdomänenkammer als Privatvermögensverwaltung der königlichen Familie kaufte das Gut im Februar 1840 um 220.00 Gulden von der Fürstin. Nach dem Zweiten Weltkrieg enteignete die Württembergische Landsiedlung im Zuge der Bodenreform 1954 das Gut Sindlingen.
Liste der Pächter von 1843 bis zur Enteignung 1954:
- Friedrich und Gottlob Bräuninger, Brüder, Lauffen/Neckar (Gottlob Bräuninger tritt auf Georgi 1855 den Pacht auf der Domäne Einsiedel an.) (1843–1855)
- Friedrich Bräuninger (1855–1870)
- Heinrich Bräuninger, Sohn (1870–1888)
- N. N. Ruoff (1888–1896)
- Friedrich Adlung, Ökonomierat (1896–1921)
- Rudolf und Friedrich Adlung (Brüder) (1921–1946)
- Friedrich Adlung (1946–1954)

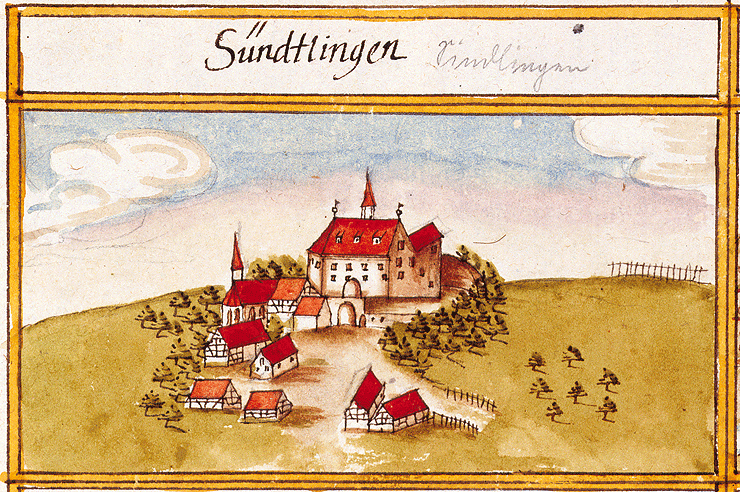
Sindlingen 1683, Forstlagerbuch von Andreas Kieser
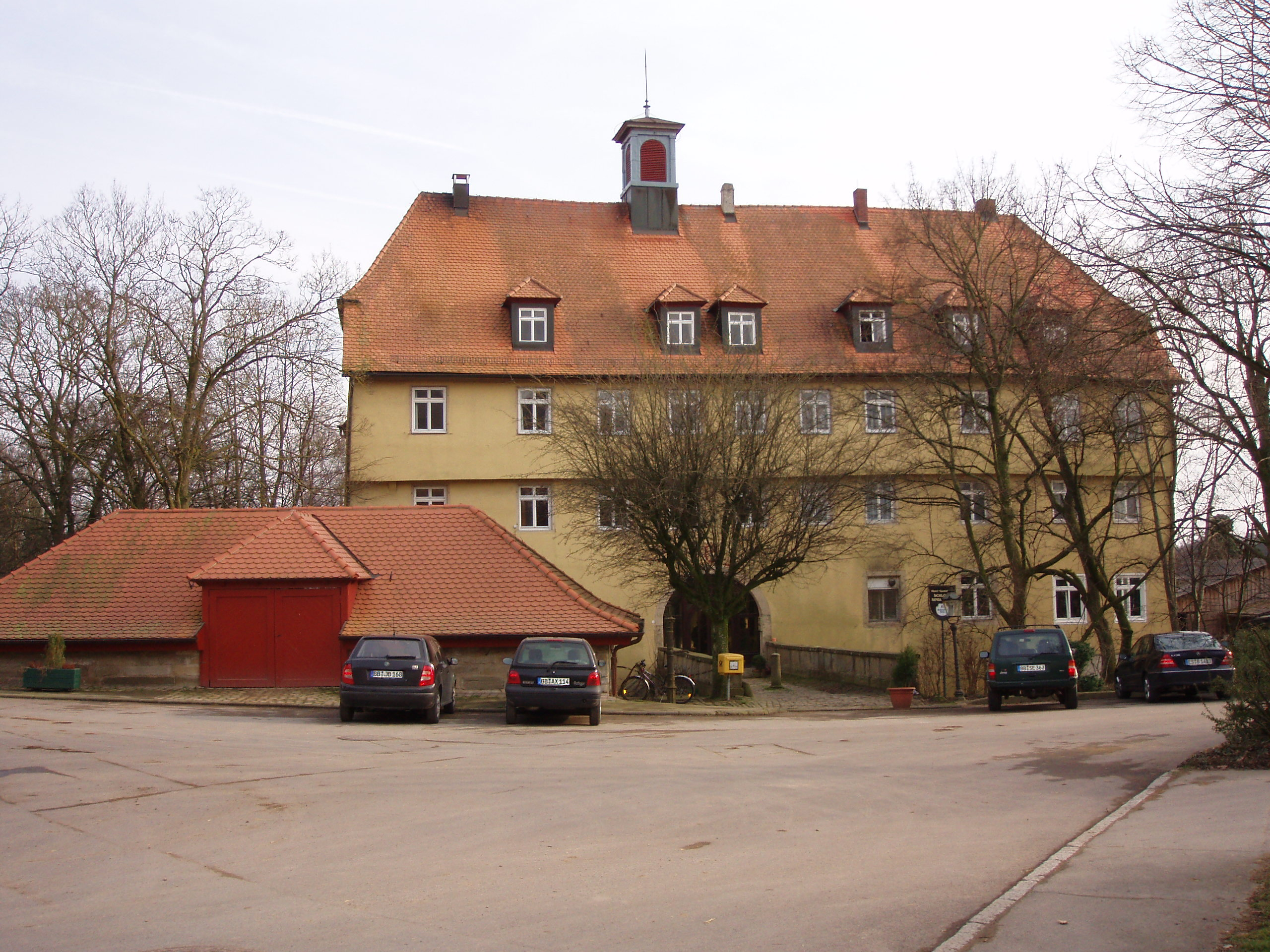
Schloss Sindlingen
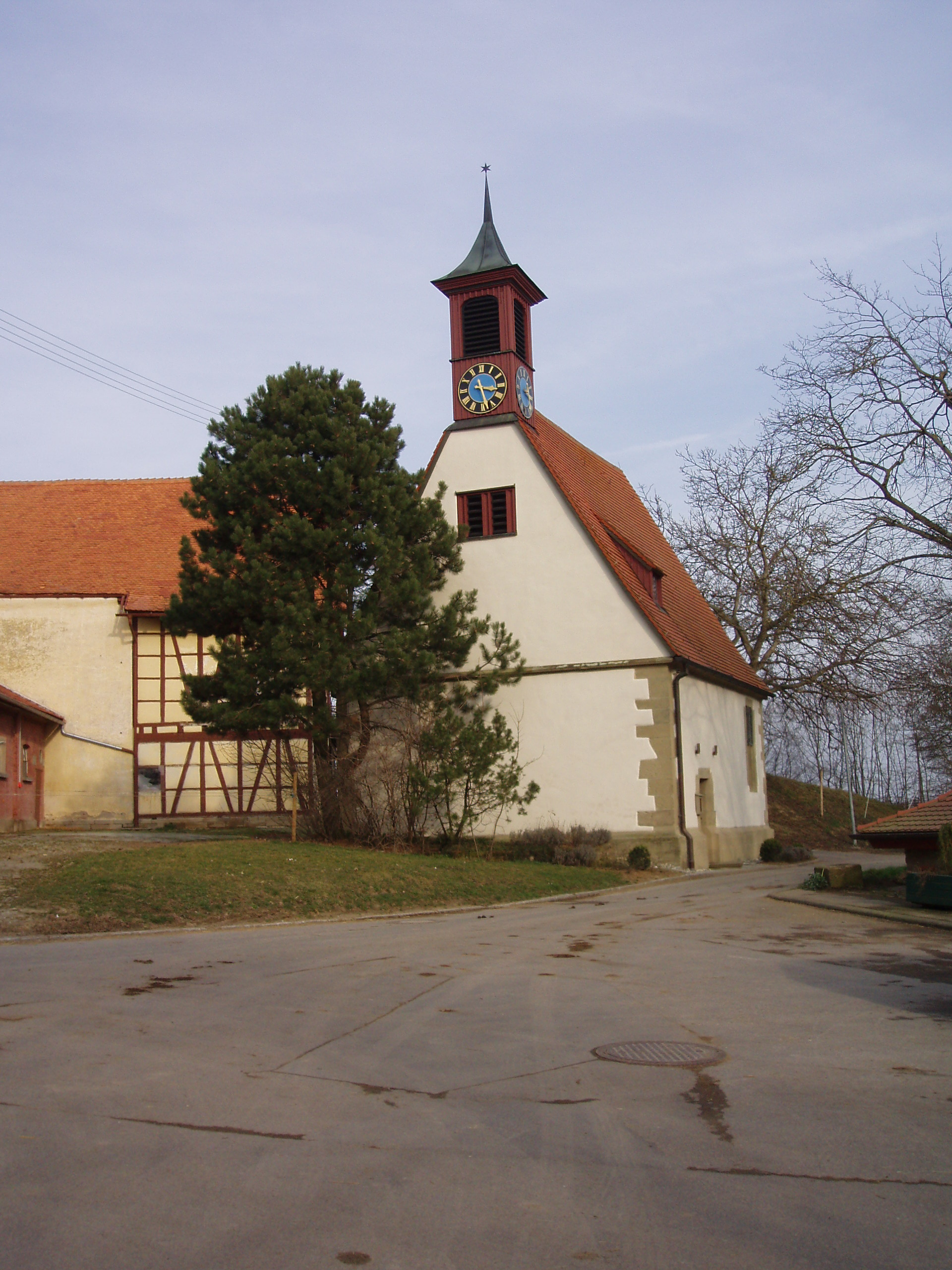
Kirche beim Schloss Sindlingen

### Entwicklung von Ober- und Unterjettingen seit dem 19. Jahrhundert
Nach der 1806 erfolgten Gründung des Königreichs Württemberg gehörten Ober- und Unterjettingen bis 1810 zum Oberamt Nagold und danach zum Oberamt Herrenberg. Bei der Kreisreform während der NS-Zeit in Württemberg gelangten die Ortschaften 1938 zum Landkreis Böblingen.
Am Abend des 16. April 1945 bombardierten Jagdbomber Oberjettingen. Dabei brannten 172 Gebäude, etwa die Hälfte des Ortes, nieder. Am 17. April 1945 marschierten französische Truppen in Oberjettingen ein und versetzten die Einwohner in Angst und Schrecken. Wie auch in Nachbargemeinden wurden Frauen und Mädchen vergewaltigt.
1945 wurden Ober- und Unterjettingen Bestandteile der Amerikanischen Besatzungszone und gehörten somit zum neu gegründeten Land Württemberg-Baden, das 1952 im jetzigen Bundesland Baden-Württemberg aufging.

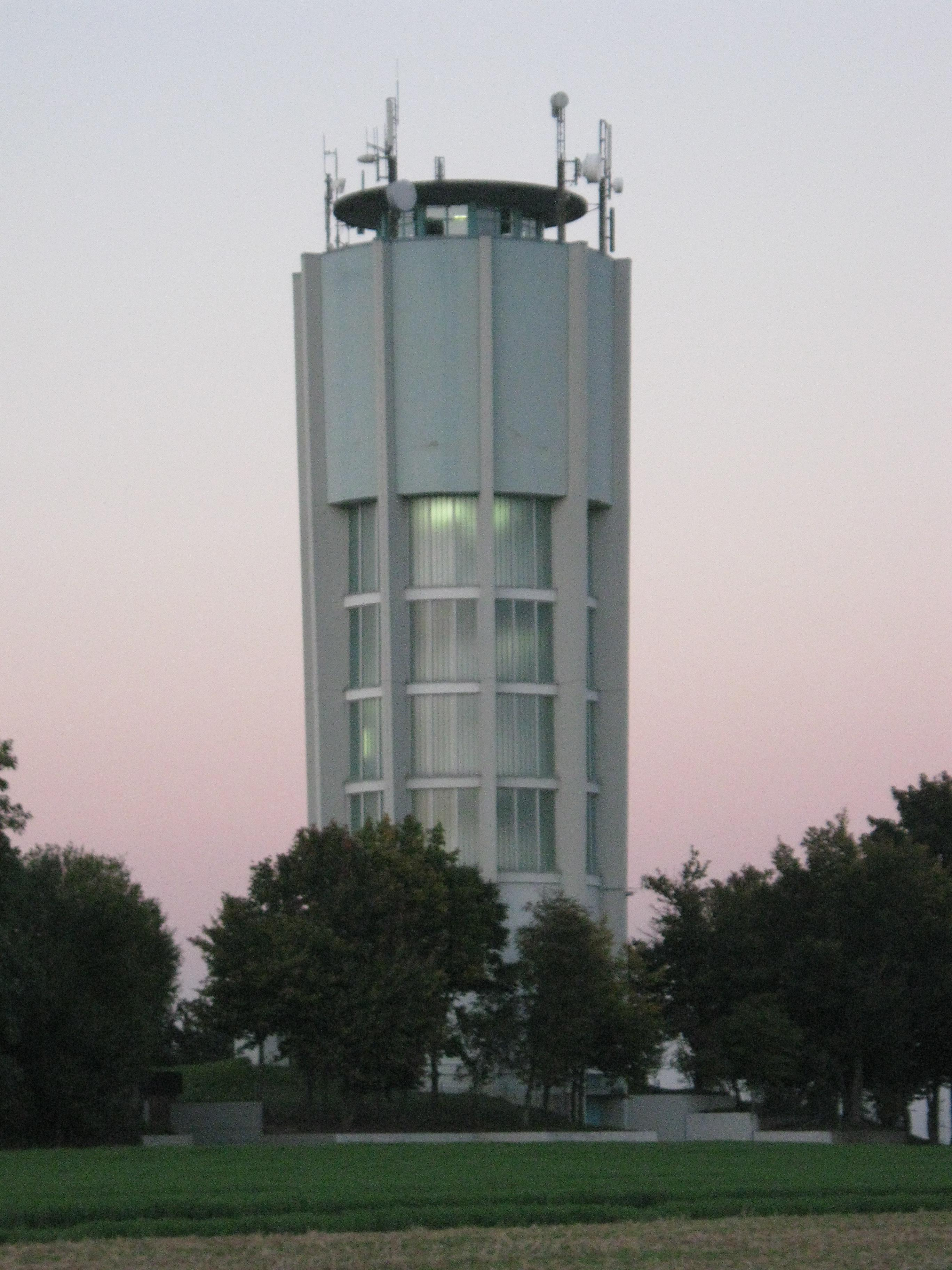
Der 1961/62 erbaute Wasserturm in Oberjettingen

Seit 1955 entstanden in beiden Ortsteilen umfangreiche neue Wohngebiete. In dieser Zeit wurde westlich und südlich von Unterjettingen sowie am nördlichen Ortsrand von Oberjettingen auch Gewerbe angesiedelt. Im Zuge der Gebietsreform in Baden-Württemberg wurde am 1. Dezember 1971 aus den bis dahin selbständigen Gemeinden Oberjettingen und Unterjettingen (mit Sindlingen) die Gemeinde Jettingen gebildet. Zwischen Ober- und Unterjettingen fand inzwischen ein großes neues Ortszentrum seinen Platz. Eine Mehrzweckhalle mit dem Namen Willy-Dieterle-Halle (ehem. Schwabenhalle) und eine Hauptschule wurden dort gebaut. Die ehemalige Hauptschule wurde mittlerweile zu einer Gesamtschule umfunktioniert (siehe Abschnitt Bildung). Seit 2011 wird die Ortsdurchfahrt durch die neugebaute Ortsumfahrung nördlich von Jettingen entlastet.

## Bevölkerung

### Einwohnerstatistik
Die Einwohnerzahlen in der folgenden Tabelle sind Volkszählungsergebnisse (¹) oder amtliche Fortschreibungen des Statistischen Landesamtes (nur Hauptwohnsitze).
| Jahr                 | Einwohner |
| -------------------- | --------- |
| 1. Dezember 1871 ¹   | 1747      |
| 1. Dezember 1880 ¹   | 2005      |
| 1. Dezember 1900 ¹   | 2036      |
| 16. Juni 1925 ¹      | 2160      |
| 16. Juni 1933 ¹      | 2151      |
| 17. Mai 1939 ¹       | 2072      |
| 13. September 1950 ¹ | 2969      |
| 6. Juni 1961 ¹       | 2938      |
| 27. Mai 1970 ¹       | 3721      |

| Jahr              | Einwohner |
| ----------------- | --------- |
| 31. Dezember 1980 | 4794      |
| 25. Mai 1987 ¹    | 5330      |
| 31. Dezember 1995 | 6745      |
| 31. Dezember 2000 | 7506      |
| 31. Dezember 2005 | 7722      |
| 31. Dezember 2010 | 7571      |
| 31. Dezember 2015 | 7654      |
| 31. Dezember 2020 | 7985      |

Von den 7568 Einwohnern Jettingens (Stand: 31. Dezember 2014) sind 3821 weiblich (entspricht 50,5 Prozent aller Einwohner) und 3747 männlich. 816 Personen (10,8 Prozent) besitzen nicht die deutsche Staatsbürgerschaft; mehr als die Hälfte von ihnen (438 bzw. 58 Prozent aller Einwohner ohne deutsche Staatsbürgerschaft) sind Staatsbürger der Türkei.

### Konfessionsstatistik
Laut dem Zensus 2011 waren 47,5 % der Einwohner evangelisch, 18,6 % römisch-katholisch und 33,8 % waren konfessionslos, gehörten einer anderen Glaubensgemeinschaft an oder machten keine Angabe. Die Zahl der Katholiken und vor allem die der Protestanten ist seitdem gesunken. Nach der Gemeindestatistik waren (Stand 31. Dezember 2020) 39,9 % (3.186) evangelisch, 16,2 % (1.293) katholisch und 43,9 % (3.499 Personen) waren konfessionslos bzw. ohne Angaben.
Im heutigen Ortsteil Sindlingen lebte der pietistische Theologe Johann Michael Hahn unter der Protektion der Herzogin Franziska von Hohenheim. Nach seinem Tod entstand unter seinen Anhängern die Michael Hahn’sche Gemeinschaft, eine evangelische Versammlungsbewegung, die noch heute besteht.

## Politik

### Gemeinderat
Der Gemeinderat in Jettingen besteht aus den 18 gewählten ehrenamtlichen Gemeinderäten und dem Bürgermeister als Vorsitzendem. Der Bürgermeister ist im Gemeinderat stimmberechtigt.
Die Kommunalwahl am 9. Juni 2024 führte zu folgendem Ergebnis.
| Parteien und Wählergemeinschaften | Parteien und Wählergemeinschaften                 | % 2024  | Sitze 2024 | % 2019  | Sitze 2019 | Kommunalwahl 2024 %50403020100 46,06 % (+0,25 %p)37,87 % (+5,49 %p)10,46 % (−1,68 %p)5,61 % (−4,06 %p) FWCDUGrüneSPD20192024 |
| FW                                | Freie Wähler, Wählergemeinschaft Jettinger Bürger | 46,06   | 8          | 45,81   | 8          | Kommunalwahl 2024 %50403020100 46,06 % (+0,25 %p)37,87 % (+5,49 %p)10,46 % (−1,68 %p)5,61 % (−4,06 %p) FWCDUGrüneSPD20192024 |
| CDU                               | Christlich Demokratische Union Deutschlands       | 37,87   | 7          | 32,38   | 6          | Kommunalwahl 2024 %50403020100 46,06 % (+0,25 %p)37,87 % (+5,49 %p)10,46 % (−1,68 %p)5,61 % (−4,06 %p) FWCDUGrüneSPD20192024 |
| GRÜNE                             | Bündnis 90/Die Grünen                             | 10,46   | 2          | 12,14   | 2          | Kommunalwahl 2024 %50403020100 46,06 % (+0,25 %p)37,87 % (+5,49 %p)10,46 % (−1,68 %p)5,61 % (−4,06 %p) FWCDUGrüneSPD20192024 |
| SPD                               | Sozialdemokratische Partei Deutschlands           | 5,61    | 1          | 9,67    | 2          | Kommunalwahl 2024 %50403020100 46,06 % (+0,25 %p)37,87 % (+5,49 %p)10,46 % (−1,68 %p)5,61 % (−4,06 %p) FWCDUGrüneSPD20192024 |
| gesamt                            | gesamt                                            | 100,0   | 18         | 100,0   | 18         | Kommunalwahl 2024 %50403020100 46,06 % (+0,25 %p)37,87 % (+5,49 %p)10,46 % (−1,68 %p)5,61 % (−4,06 %p) FWCDUGrüneSPD20192024 |
| Wahlbeteiligung                   | Wahlbeteiligung                                   | 66,05 % | 66,05 %    | 55,80 % | 55,80 %    | Kommunalwahl 2024 %50403020100 46,06 % (+0,25 %p)37,87 % (+5,49 %p)10,46 % (−1,68 %p)5,61 % (−4,06 %p) FWCDUGrüneSPD20192024 |

### Bürgermeister
Erster Bürgermeister der Gesamtgemeinde wurde 1972 Willy Dieterle, der dieses Amt bis 2004 innehatte. Seit dem 1. April 2004 steht Hans Michael Burkhardt der Gemeinde vor. Bei der Wahl am 1. Februar 2004 erhielt der damals 28-jährige 97,5 Prozent der Stimmen. Am 22. Januar 2012 wurde er ohne Gegenkandidaten mit 98,4 Prozent der Stimmen wiedergewählt. Bei der Wahl zu einer dritten Amtszeit am 26. Januar 2020 hatte er erneut keinen Gegenkandidaten und erlangte 100 % der gültigen Stimmen, bei einer Wahlbeteiligung von 35,86 Prozent. Zur Wahl aufgerufen waren 5909 Einwohner. Burkhardt wurde 1975 geboren und ist Vater von zwei Söhnen.

### Wappen
| Wappen der Gemeinde Jettingen | Blasonierung: „In von Silber (Weiß) und Rot geteiltem Schild oben drei aus der Teilung wachsende schwarze Tannen, unten in Rot ein silbernes (weißes) Johanniterkreuz.“ |
| Wappen der Gemeinde Jettingen | Wappenbegründung: Das Wappen der am 1. Dezember 1971 durch Vereinigung der Orte Ober- und Unterjettingen gebildeten Gemeinde erinnert durch den von Silber und Rot geteilten Hohenberger Schild an die gemeinsame zeitweilige Zugehörigkeit beider Ortsteile zur Grafschaft Hohenberg. In der oberen Schildhälfte stehen drei aus dem früheren Oberjettinger Wappen übernommene Tannen. Darunter erscheint das Johanniterkreuz, das schon im ehemaligen Unterjettinger Wappen daran erinnerte, dass der dortige Kirchensatz bis 1568 der Johanniterkommende Rohrdorf gehört hatte. Das Wappen wurde vom Innenministerium am 12. Oktober 1973 verliehen. |

Wappen der ehemals eigenständigen Gemeinden und heutigen Ortsteile

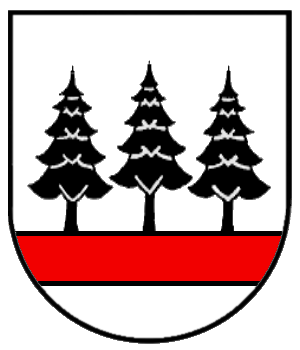
Oberjettingen
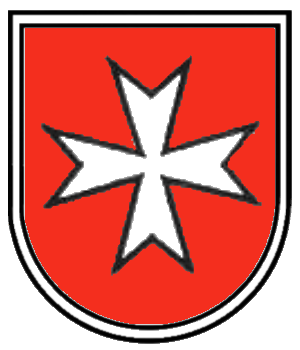
Unterjettingen

- Oberjettingen: In Silber aus einem roten Querbalken wachsend drei schwarze Tannen. – Die Tannen erinnern an die Nähe zum Schwarzwald.[19]
- Unterjettingen: In Rot ein silbernes (weißes) Johanniterkreuz. – Das Unterjettinger Wappen bezieht sich auf den Johanniterorden, der hier früher die Niedere Gerichtsbarkeit innehatte.[20]

### Gemeindepartnerschaften
- Senones in Frankreich, seit 1993
Der aus Senones stammende Franzose Jules Vauthier befand sich während des Zweiten Weltkriegs in Kriegsgefangenschaft in Jettingen. Dort kam er in Kontakt mit den Jettinger Bürgern, welche ihn nach eigener Aussage immer nett behandelten. Diese Kontakte bestanden auch nach Kriegsende noch lange und führten zu weiteren Kontakten zwischen Bürgern von Jettingen und Senones bis hin zur offiziellen Unterzeichnung der Partnerschaft Mitte 1993. Jules Vauthier ist auch ein kleiner Platz mit einem Brunnen in der Brühlstraße in Unterjettingen gewidmet.
- Vernio in Italien, seit 2001
Vernio war zu diesem Zeitpunkt bereits Partnergemeinde von Senones, wodurch auch freundschaftliche Beziehungen zu Vernio entstanden, die in einer offiziellen Unterzeichnung der Partnerschaft Anfang 2001 mündeten.

Zusätzlich bestehen freundschaftliche Beziehungen zu Marchin in Belgien (Partnergemeinde von Senones und Vernio), Vico del Gargano in Italien (Partnergemeinde von Marchin), sowie Cantagallo in Italien (Nachbargemeinde von Vernio).

### Volksabstimmung zu Stuttgart 21
Bei der Volksabstimmung zu Stuttgart 21 im November 2011 stimmten 73,5 Prozent der Jettinger gegen den Ausstieg aus der Finanzierung des Projektes, was dem höchsten Prozentsatz im Landkreis Böblingen entspricht.

## Wirtschaft und Infrastruktur

### Energie

#### Umspannwerk
Die Gemeinde ist Standort eines zu Beginn der 1970er Jahre errichteten 380 kV/110-kV-Umspannwerks der EnBW AG.

#### Windkraftanlagen

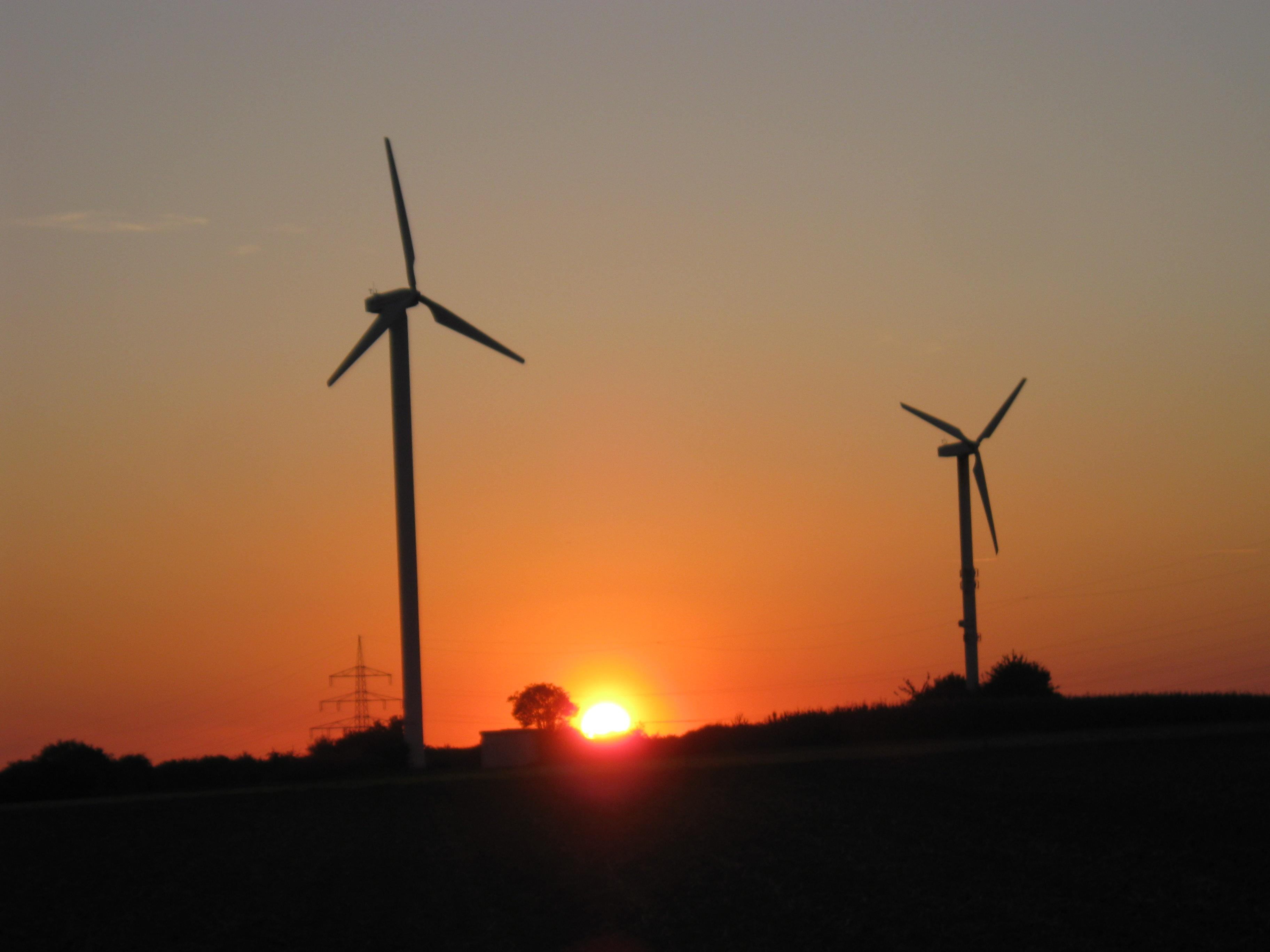
Die beiden Oberjettinger Windkraftanlagen

In Jettingen befinden sich die beiden einzigen Windkraftanlagen im Kreis Böblingen. Es handelt sich um zwei Seewind 20/110, die 1995 errichtet wurden. Sie haben eine Nennleistung von 110 bzw. 132 kW. Der Rotor beider Anlagen hat 22 Meter Durchmesser, die Nabe liegt 31,2 Meter über dem Erdboden.

#### Photovoltaik
Ab dem Bau der ersten Solaranlagen 1994 nahm die Anzahl stetig zu. Im Oktober 2012 waren 302 Anlagen mit einer Maximalleistung von insgesamt 3762 kW oder 3,7 MW installiert.

### Verkehr

#### Straßen
Jettingen liegt an der Landesstraße zwischen den Städten Nagold und Herrenberg. Die Strecke war bis 2018 Teil der Bundesstraße 28, deren Verlauf damals auf eine südlichere Route verlegt wurde. Seit 2011 wird der Durchgangsverkehr durch die als Kreisstraße eingestufte, neu erbaute Ortsumgehung nördlich an Jettingen vorbeigeführt. Die Entfernung zu den Anschlussstellen Gärtringen, Herrenberg und Rottenburg der A 81 beträgt zwischen 12 und 15 km.

#### Bus und Bahn
Buslinien verbinden Jettingen direkt mit den Städten und Gemeinden Altensteig, Ebhausen, Rohrdorf, Nagold, Herrenberg, Mötzingen, Gäufelden, Ammerbuch und Tübingen beziehungsweise deren Teilorten. In Herrenberg besteht Anschluss an die Gäubahn und die Ammertalbahn, in Nagold an die Nagoldtalbahn.

#### Fahrradverkehr
Durch Alltagsrouten aus dem Radnetz Baden-Württemberg ist Jettingen mit Herrenberg und in der anderen Richtung mit Nagold verbunden.

### Arbeitsplätze
In Jettingen gibt es rund 1300 besetzte Stellen. Rund 4000 Arbeitnehmer leben in Jettingen. Der große Unterschied ist zu einem Teil dadurch zu erklären, dass viele Ortsansässige in der Autoindustrie in der Region arbeiten, so zum Beispiel im Mercedes-Benz Werk Sindelfingen.

### Bildung
Neben einer Gemeinschaftsschule für die Klassen fünf bis zehn, die im Gebiet zwischen Ober- und Unterjettingen ursprünglich als Hauptschule zentral erbaut wurde, gibt es in Ober- und Unterjettingen auch je eine Grundschule mit Nachmittagsbetreuung. Die Gemeinschaftsschule Jettingen zählt zu den Vorreitern im Bereich des digitalgestützten Lernens und wurde für ihr Konzept bereits mehrfach ausgezeichnet. Die ortsansässige Volkshochschule bietet Lehrgänge zur Weiterbildung, Vorträge sowie kulturelle und sportliche Veranstaltungen. Im Oktober 2008 wurde die neue Gemeindebibliothek im Gebiet zwischen Ober- und Unterjettingen eröffnet.

### Betreuung
In Jettingen gibt es sechs Kindertagesstätten (Stand: 31. Juli 2014), die alle sowohl einen Kindergarten haben als auch Kleinkindbetreuung anbieten. Darunter sind zwei evangelische Kindertagesstätten und ein Waldkindergarten.

## Persönlichkeiten

### Söhne und Töchter der Gemeinde
- Karl Ludwig Weisser (1823–1879), geboren in Unterjettingen, Lithograph und Kunstgelehrter
- Johannes Graf (1853–1923), geboren in Oberjettingen, Kirchenmusiker
- Martin Haag (1891–1980), geboren in Unterjettingen, Landwirt und Politiker (CDU), Landtagsabgeordneter
- Hansmartin Decker-Hauff (1917–1992), geboren in Oberjettingen, Historiker und Genealoge
- Werner Andler (1945–2013), geboren in Unterjettingen, Kinderarzt
- Hermann Bigelmayr (1958–2024), Holzbildhauer
- Bianca Brösamle (* 1997), Fußballspielerin
- Claus Schenk Graf von Stauffenberg (1907–1944), Widerstandskämpfer

### Ehrenbürger
- Willy Dieterle, erster Bürgermeister der Gesamtgemeinde (von 1972 bis 2004); nach ihm ist die Mehrzweckhalle (ehemalige „Schwabenhalle“) im Gemeindezentrum benannt
- Der Tübinger Professor Hansmartin Decker-Hauff; nach ihm ist die Grundschule in Oberjettingen benannt